# Marta Torrado de Castro
Marta Torrado de Castro, née le 20 janvier 1966, est une femme politique espagnole membre du Parti populaire.

## Biographie

### Vie privée
Elle est mariée.

### Carrière politique
Elle est adjointe de Rita Barberá à la mairie de Valence de 1995 à 2011.
Le 9 mars 2008, elle est élue députée au Congrès des députés pour la circonscription électorale de Valence. Elle est réélue en 2011 et occupe un poste de porte-parole adjoint du groupe parlementaire.
Le 20 décembre 2015, elle est élue sénatrice pour Valence au Sénat et réélue en 2016.